# Henry Christopher McCook

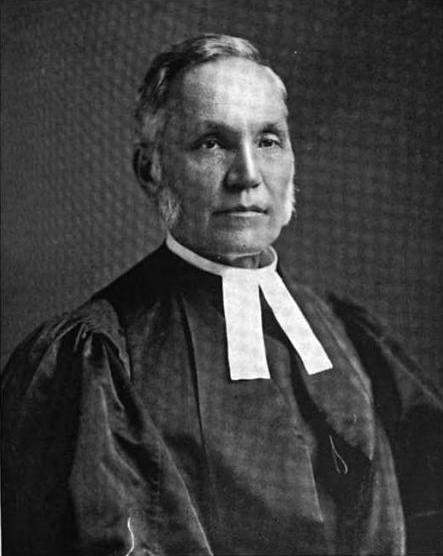
Henry Christopher McCook

Henry Christopher McCook (* 3. Juli 1837 in New Lisbon, Ohio; † 31. Oktober 1911 in Devon, Pennsylvania) war ein US-amerikanischer presbyterianischer Geistlicher, Autor, Arachnologe und Entomologe.

## Leben
McCook ging in die Druckerlehre, studierte am Jefferson College in Pennsylvania (Abschluss 1859) und unterrichtete als Lehrer. Zusätzlich setzte er seine Ausbildung als Theologe am Western Theological Seminary in Allegheny (Pittsburgh) in Pennsylvania fort. Im Bürgerkrieg war er auf Seiten der Nordstaaten als Militärkaplan (er meldete sich 1861 als Freiwilliger beim 41. Regiment Illinois Infantry und wurde als First Lieutenant eingestellt und diente bis Januar 1862), wobei er sich auch um Verwundete kümmerte. Sein Vater und seine Brüder sowie viele andere Verwandte dienten ebenfalls im Bürgerkrieg und waren als Fighting McCooks aus Ohio bekannt.  Danach war er Pfarrer in Clinton (Illinois), St. Louis und Steubenville. 1869 wurde er Pastor der 7. Presbyteranian Church in Philadelphia. 1898 diente er noch einmal als Militärkaplan im Spanisch-Amerikanischen Krieg (2. Pennsylvania Regiment). Er war aktiv in der Bewegung für die Errichtung von Sonntagsschulen.
Als Entomologe befasste er sich mit Spinnen und Ameisen. Für die Landwirtschaft wichtige Ameisen studierte er 1877 in Texas. Er war Vizepräsident der American Entomological Society und der Academy of Natural Sciences. 1880 wurde er Ehrendoktor des Lafayette College. 1895 entwarf er die offizielle Flagge der Stadt Philadelphia.
Er war Autor historischer, theologischer und naturkundlicher Bücher für Kinder, vor allem über Spinnen. Die Illustrationen waren häufig von Daniel Carter Beard (1850–1941), Gründer der Boy Scouts of America. Als Historiker befasste er sich mit dem Bürgerkrieg und er schrieb einen Roman über einen Vorfahren in der ab 1791 einsetzenden Whiskey-Rebellion (The Lattimers).

## Schriften
- Mound-Making Ants of the Alleghenies, Their Architecture and Habits 1877
- The Natural History of the Agricultural Ant of Texas 1879
- American Spiders and Their Spinning Work, Academy of Natural History of Philadelphia, 3 Bände, 1889 bis 1893, Band 1, Archive, Band 2, Archive, Band 3, Archive,
- Honey and Occident Ants, 1882
- Tenants of an Old Farm: Leaves From the Note-book of a Naturalist, 1884, Philadelphia 1902, Archive
- Old Farm Fairies: A Summer Campaign In Brownieland Against King Cobweaver's 1895, Project Gutenberg
- Nature’s Craftsmen: Popular Studies of Ants and Other Insects, 1907
- Ant Communities and How They Are Governed: A Study in Natural Civics, 1909
- The Latimers: A Tale of the Western Insurrection of 1794, 1897